# ツマキチョウ
ツマキチョウ（褄黄蝶 学名：Anthocharis scolymus）は、チョウ目（鱗翅目）アゲハチョウ上科シロチョウ科に分類されるチョウの1種。

## 概要
モンシロチョウより一回り小さく、前翅長20 - 30mm。雄は前翅表の先端が橙色であるが、雌では灰色である。後翅の裏は草ずり模様になっている。
他のシロチョウに比べて直線的な飛び方なので飛んでいても区別は容易。暖かくて日当たりのよい日にはよく活動するが、天気の悪い日は活動を停止する。
年1回、3 - 5月の間だけに現れる。夏から冬の間を蛹で過ごし、翌春羽化するが、稀に2冬あるいは3冬を過ごして羽化する場合もあることが報告されている。食草はオオアラセイトウ、タネツケバナ、ハタザオ、ナズナなどの野生種や、ダイコン、カラシナなどの栽培種で、蕾の付近によく産卵され、幼虫は花や果実を好んで食べる。

## 分布
国内では北海道から九州、種子島、屋久島に分布。国外ではロシア沿海、朝鮮半島、中国大陸。

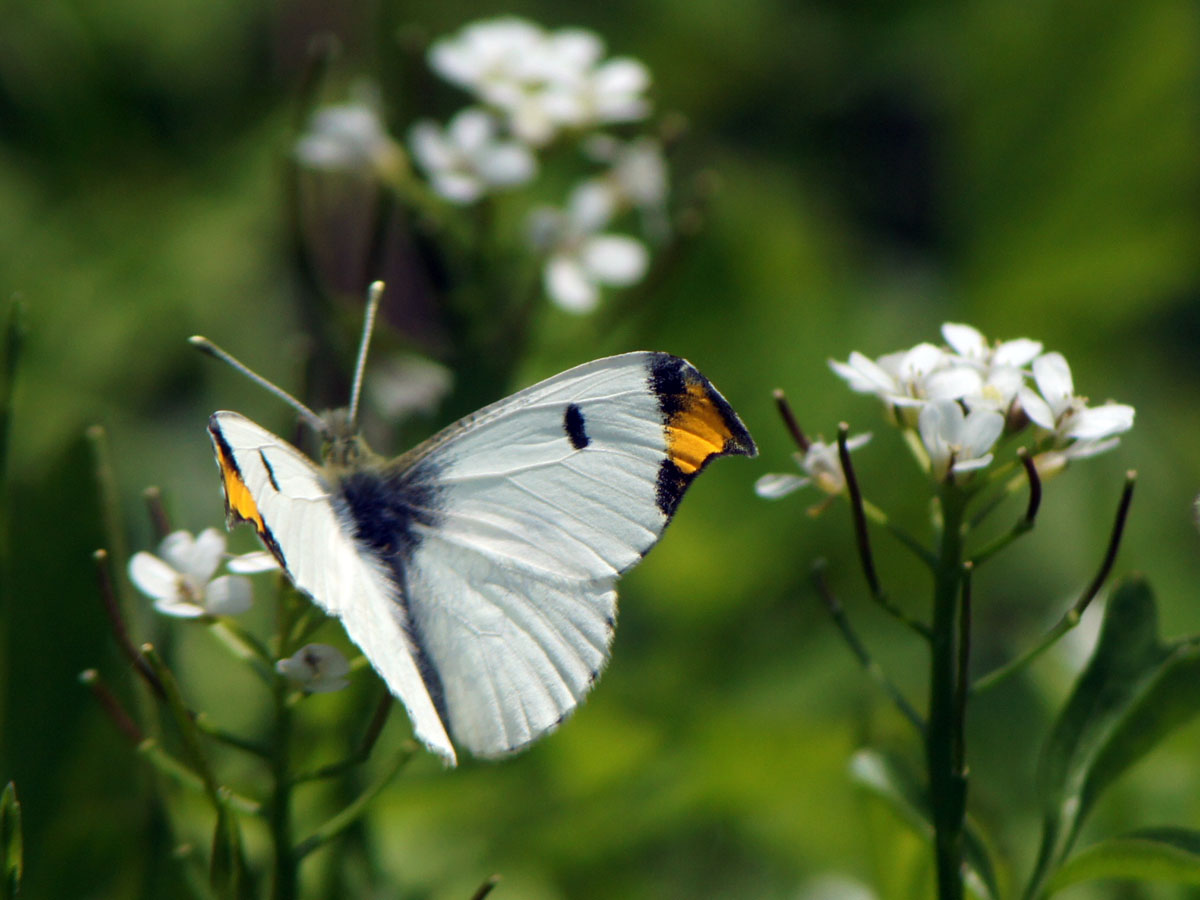
和名の由来となったオス